# Červari
Červari is een plaats in de gemeente Kanfanar in de Kroatische provincie Istrië. De plaats telt 41 inwoners (2001).